# Dancing Queen (альбом)
Dancing Queen — двадцять шостий студійний альбом американської співачки Шер, випущений лейблом «Warner Bros. Records» 28 вересня 2018 року. Це перший альбом Шер за останні п'ять років після випуску альбому «Closer to the Truth» (2013). Альбом містить кавер-версії пісень, записаних шведським поп-гуртом «ABBA». Назвою альбому став хіт гурту — «Dancing Queen» 1976 року. Ідея запису альбому з'явилася після участі Шер в музичній кінокомедії «Мамма Міа! 2» 2018 року, заснований на музиці «ABBA».
Альбом отримав визнання музичних критиків і мав комерційний успіх, дебютувавши третьою сходинкою в чарті США «Billboard 200» з продажами за перший тиждень у 153 000 альбомних еквівалентів, таким чином він став найпродаванішим дебютним альбомом тижня Шер в Сполучених Штатах. Альбом також потрапив у «топ-10» чартів ще в 18 країнах, причому у дев'яти з них він потрапив у «топ-5». Станом на березень 2019 року «Dancing Queen» отримав «золоту» сертифікацію від «Music Canada» і «срібну» від BPI.
З метою просування альбому Шер вирушила в концертний тур під назвою «Here We Go Again Tour», який розпочався 21 вересня 2018 року. Він також став її першим світовим туром після «Living Proof: The Farewell Tour».

## Передумови
Після появи Шер у музичній кінокомедії «Мамма Міа! 2», для якої вона записала пісні «Fernando» і «Super Trouper», співачка надихнулася на створення кавер-альбому з піснями гурту «ABBA».
Спочатку, під час запису, Шер натякнула у своєму акаунті у Твіттері, що може випустити кавер-альбом гурту «ABBA». 16 липня 2018 року в інтерв'ю американському щоденному ранковому телешоу «The Today Show» було офіційно оголошено, що альбом буде складатися з кавер-версій пісень «ABBA». Далі співачка заявила:
«Після зйомок „Mamma Mia! Here We Go Again“, я знову згадала, які великі і вічні пісні вони написали, і почала думати: „Чому б не зробити альбом їхньої музики?“. Пісні співати було важче, ніж я собі уявляла, але я дуже задоволена тим, як вийшла музика. Я дуже рада, що люди її почують. Це ідеальний час». — Шер
Шер також сказала, що «[їй] завжди подобалися „ABBA“, і вона тричі дивилася оригінальний мюзикл „Мамма Міа!“ на Бродвеї».
На додаток до цього журналісти запитали у Шер, чого люди можуть очікувати від альбому. Співачка відповіла: «Це не те, що вам спадає на думку, коли думаєте про „ABBA“, тому що [вона] зробила це по-іншому».
9 серпня 2018 року було оголошено, що альбом вийде 28 вересня 2018 року.

## Сингли і просування

### Сингли
8 серпня 2018 року Шер опублікувала у своєму акаунті у Твіттері тизер першого синглу альбому «Gimme! Gimme! Gimme! (A Man After Midnight)». Наступного дня пісня вийшла в цифровому форматі. Люди, які оформили попереднє замовлення альбому в iTunes, відразу ж отримали цифрову копію синглу. Пісня посіла четверту сходинку в чарті «Hot Dance Club Songs». Розширена версія «Gimme! Gimme! Gimme! (A Man After Midnight)» вийшла 14 вересня 2018 року.
23 серпня 2018 року в цифровому форматі вийшов другий сингл «SOS». З метою просування пісні та альбому Шер виконала її 7 вересня 2018 року на «Шоу Елен Дедженерес». 18 вересня 2018 року вийшло музичне відео до цієї пісні. Щоб ще більше просунути альбом, Шер виконала «SOS» під час свого туру «Here We Go Again Tour» разом з піснями «Waterloo» і «Fernando». Всі три пісні були треками з альбому «Dancing Queen». «SOS» посів 56 сходинку в шотландському чарті синглів.
Опівночі, 21 вересня 2018 року, у різних країнах, як промо-сингл в цифровому форматі, вийшов третій сингл «One of Us». Того ж дня на YouTube Шер випустила анімаційне відео, у якому грала «Б-сторона» синього вінилу разом з піснею.

### Живі виступи
В 2018 році Шер виконала «SOS» на «Шоу Елен Дедженерес». 18 вересня 2019 року Шер виконала пісню «Waterloo» у фіналі 14 сезону шоу «Америка має талант», для просування свого альбому і туру «Here We Go Again».

### Тур
Світовий тур під назвою «Here We Go Again Tour» на підтримку альбому «Dancing Queen» розпочався 21 вересня 2018 року в Окленді, Нова Зеландія. Про це було офіційно оголошено 7 травня 2018 року. Однак «Fernando», «Waterloo» і «SOS», були єдиними піснями з альбому, які виконала Шер.

## Відгуки критиків
«Dancing Queen» був зустрінутий загалом схвальними відгуками музичних критиків. На вебсайті «Metacritic», який присвоює нормований рейтинг, що складається зі 100 оглядів мейнстримових критиків, альбом має середній бал 79 на основі десяти оглядів, що вказує на «загалом позитивні відгуки». Вебсайт «Gay Star News» дав альбому Шер позитивну рецензію, заявивши: «Якби вона підійшла до цієї колекції перезаписів „ABBA“ з серйозністю, як, скажімо, Джордж Майкл з „Songs from the Last Century“, у неї були б великі проблеми. Замість цього „Dancing Queen“ — це веселощі, розвага, запаморочлива занедбаність. Вона знає, як принести задоволення натовпу, а також визнає бажання своїх відданих шанувальників». Марк Снетікер з журналу «Entertainment Weekly» дав альбому позитивну рецензію, назвавши його «найзначнішим релізом Шер з часів „Believe“ 1998 року» і заявивши, що «завершальна пісня альбому „One of Us“, чесно кажучи, є однією з найкращих записів Шер останніх років».
Нік Левін з журналу «Gay Times» похвалив вокал Шер, назвавши його «чудовим […] — як і раніше багатим і тим що дивовижно андрогінно звучить», при цьому він вказав, що він «веде кожну пісню від початку до кінця». Бріттані Спанос з журналу «Rolling Stone» прокоментувала альбом Шер словами, що «72-річна дівчина змушує пісні „ABBA“ звучати не тільки так, як ніби вони спочатку повинні були бути написані для неї, але й так, як ніби вони міцно належать 2018 року». Майк Весс з музичного блогу «Idolator» відчував, що «кожен трек виділяє блиск, веселощі і ностальгію за минулою епохою» і що «„Dancing Queen“, хоча й короткий та такий що розчаровує, охоплює всі основи мрійливих моментів диско і емоційних балад».
У позитивному відгуку газети «The Guardian» щодо альбому було відзначено, що «іноді Шер використовує свою фірмову автонастройку як милицю […], але загалом вона діє як своєрідний міжзоряний портал, який піднімає „ABBA“ з танцполу у космос». В огляді для газети «The Times» Вілл Ходжкінсон дав менш позитивний відгук; він заявив, що альбом дав «саме ті результати, які ви очікували», і що «немає нічого, що можна було б не любити, але й нічого рекомендувати, крім того, що це веселий, несмачний вибір для різдвяної вечірки».
Журнал «Rolling Stone» помістив «Dancing Queen» на 5-е місце серед всіх поп-альбомів, випущених в 2018 році, а також помістив кавер-версію Шер «The Name of the Game» на 22 сходинку найкращих пісень року. Відеокліп до пісні альбому «SOS» було визнано 18-м найкращим музичним відео 2018 року за версією журналу «Paper».

## Відзнаки
Річні підсумкові рейтинги
| Публікація    | Рейтинг                                           | Позиція | Ref.   |
| ------------- | ------------------------------------------------- | ------- | ------ |
| Rolling Stone | 20 найкращих по-альбомів 2018 року                | 5       | [ 31 ] |
| Rolling Stone | 25 найкращих поп-альбомів Роба Шеффілда 2018 року | 22 [A]  | [ 29 ] |
| Paper         | 20 найкращих музичних відео PAPER 2018 року       | 18 [B]  | [ 30 ] |

[A] за пісню «The Name of The Game»

[B] за пісню «SOS»

## Комерційний успіх
У США альбом дебютував третьою сходинкою в чарті «Billboard 200» з продажами за перший тиждень в 153 000 альбомних еквівалентів, що стало найвищим показником дебютних продажів Шер серед альбомів в Сполучених Штатах. Що відповідає рекорду серед сольних альбомів Шер у цьому чарті, якого співачка вперше досягла, коли її альбом «Closer to the Truth» також посів третє місце під час дебюту. «Dancing Queen» також дебютував першою сходинкою в чарті США «Top Album Sales» зі 150 000 чистими копіями, таким чином він став найпродаванішим «дебютом» серед жіночих поп-альбомів в Сполучених Штатах в 2018 році, це був перший альбом Шер, який очолив цей чарт. «Dancing Queen» посіла 193 сходинку в рейтингу «Billboard 200» наприкінці 2018 року.
В Канаді альбом дебютував другою сходинкою, що стало для Шер найвищим результатом у цій країні серед її студійних альбомів з часів «Believe» 1998 року. «Dancing Queen» згодом отримав «золоту» сертифікацію від «Music Canada» з продажами більше 40 000 копій.
У Великій Британії «Dancing Queen» також дебютував другою сходинкою, що було найвищим результатом серед студійних альбомів Шер з 1992 року, коли вийшла збірка «Greatest Hits: 1965–1992», наклад альбому склав 22 677 копій. Альбом отримав «срібну» сертифікацію від Британської фонографічної індустрії (BPI) за продаж більше 60 000 копій і посів 91 сходинку у підсумковому чарті 2018 року. В Ірландії, альбом потрапив у «топ-10» чарту, що було вперше за 20 років серед записів Шер у цій країні, дебютувавши десятою сходинкою.
В Австралії «Dancing Queen» дебютував другою сходинкою, це був перший студійний альбом Шер, який посів «номер один» в чарті цієї країни з 1989 року, коли чарт очолив альбом «Heart of Stone».
Альбом також потрапив у «топ-5» найкращих в Угорщині, посівши п'яту сходинку і 61 сходинку у річному підсумковому чарті цієї країни.

## Трек-лист
Інформація взята з трек-листу обкладинки альбому.
Авторами всіх треків були Бенні Андерссон, Б'єрн Ульвеус і Стіг Андерсон; продюсером був Марк Тейлор, за виключенням, коли вказані інші імена.
| #     | Назва                                         | Автор             | Тривалість |
| ----- | --------------------------------------------- | ----------------- | ---------- |
| 1.    | «Dancing Queen»                               |                   | 3:42       |
| 2.    | «Gimme! Gimme! Gimme! (A Man After Midnight)» | Андерсон Ульвеус  | 4:11       |
| 3.    | «The Name of the Game»                        |                   | 4:48       |
| 4.    | «SOS»                                         |                   | 3:22       |
| 5.    | «Waterloo»                                    |                   | 2:52       |
| 6.    | «Mamma Mia»                                   |                   | 3:34       |
| 7.    | «Chiquitita»                                  | Андерссон Ульвеус | 5:14       |
| 8.    | «Fernando» (Андерссон, Тейлор[a])             |                   | 3:57       |
| 9.    | «The Winner Takes It All»                     | Андерссон Ульвеус | 4:32       |
| 10.   | «One of Us»                                   | Андерсон Ульвеус  | 3:53       |
| 40:05 |                                               |                   |            |

Примітки
- ↑  вказано вокального продюсера.

## Учасники запису
Інформація для альбому «Dancing Queen» взята з сайту AllMusic.
- Бенні Андерссон — виконавчий продюсер, клавішні, мікшування, піаніно, продюсер (у пісні «Fernando»)
- Гьоран Арнберг — оркестрація, транскрипція
- Кріс Барретт — асистент інженера
- Роб Беррон — піаніно
- Мет Бертрам — інженер
- Томас Боуз — керівник оркестру
- Метт Брінд — струнне аранжування, струнний диригент
- Енді Кейн — бек-вокал
- Шер — вокал, концепція, виконавчий продюсер
- Джуді Креймер — виконавчий продюсер
- Бйорн Інгельманн — мастерінг
- Метс Інглунд — бас в «Fernando»
- Лінн Фіял — асистент інженера
- Метт Фармідж — мікшування
- Ізобель Гріффітс — оркестровий підрядник
- Джері Хайден — артдиректор, дизайн
- Лесс Джонссон — гітара
- Мартін Кок — диригент, оркестрування
- Пер Ліндволл — ударні в «Fernando»
- Бернард Льор — інженер, мікшування
- London Session Orchestra — оркестрування
- Стівен Маркуссен — мастерінг
- Пол Міхан — інженер, клавішні, програмування
- Саймон Мередіт — саксофон
- Мачадо Сікала Морассут — фотографування
- Рокко Палладіно — бас
- Адам Філліпс — гітара
- Хейлі Сандерсон — бек-вокал
- Еш Соан — ударні
- Нік Стайнхардт — артдиректор, дизайн
- Йорген Стенберг — перкусія
- Марк Тейлор — інженер, клавішні, продюсер, програмування, вокальний продюсер
- Б'єрн Ульвеус — виконавчий продюсер в «Fernando»
- Лесс Велландер — гітара в «Fernando»

## Чарти
| Країна/чарт (2018)                     | Позиція |
| -------------------------------------- | ------- |
| Австралія (ARIA)                       | 2       |
| Австрія (Ö3 Austria)                   | 4       |
| Бельгія (Фландрія) (Ultratop Flanders) | 7       |
| Бельгія (Валлонія) (Ultratop Wallonia) | 19      |
| Канада (Billboard)                     | 2       |
| Хорватія (HDU)                         | 6       |
| Чехія (ČNS IFPI)                       | 10      |
| Данія (Hitlisten)                      | 36      |
| Нідерланди (Album Top 100)             | 18      |
| Франція (SNEP)                         | 70      |
| Німеччина (Offizielle Top 100)         | 5       |
| Греція (IFPI)                          | 21      |
| Угорщина (MAHASZ)                      | 5       |
| Ірландія (IRMA)                        | 10      |
| Італія (FIMI)                          | 8       |
| Японія (Oricon)                        | 257     |
| Нова Зеландія (RMNZ)                   | 2       |
| Польща (ZPAV)                          | 41      |
| Португалія (AFP)                       | 9       |
| Шотландія (OCC)                        | 2       |
| Словаччина (ČNS IFPI)                  | 13      |
| Південна Африка (RiSA)                 | 7       |
| Іспанія (PROMUSICAE)                   | 2       |
| Швеція (Sverigetopplistan)             | 7       |
| Швейцарія (Schweizer Hitparade)        | 6       |
| Велика Британія (OCC)                  | 2       |
| США (Billboard 200)                    | 3       |

| Країна/чарт (2018)                  | Позиція |
| ----------------------------------- | ------- |
| Угорщина (MAHASZ)                   | 61      |
| Велика Британія (OCC)               | 91      |
| США (Billboard Top Current Albums)  | 42      |
| США (Billboard Top Internet Albums) | 10      |
| США (Billboard 200)                 | 193     |

| Країна/чарт (2019)                 | Позиція |
| ---------------------------------- | ------- |
| США (Billboard Top Album Sales)    | 70      |
| США (Billboard Top Current Albums) | 60      |

## Сертифікації і продажі
| Країна/асоціація                                                                | Сертифікація | Продано |
| ------------------------------------------------------------------------------- | ------------ | ------- |
| Канада (Music Canada)                                                           | Золото       | 40,000^ |
| Велика Британія (BPI)                                                           | Срібло       | 60,000^ |
| США                                                                             | —            | 150,000 |
| ^показники продажів і потокового передавання, що базуються лише на сертифікації |              |         |